# زوارت پارد
زوارت پارد (به هلندی: Zwarte Paard) یک منطقهٔ مسکونی در هلند است که در بورن (هلند) واقع شده‌است.